# Kloster Val-Richer
Das Kloster Val-Richer (Vallis Richerii oder Souleuvre) ist eine ehemalige Zisterzienserabtei in der Gemeinde Saint-Ouen-le-Pin im Département Calvados der Region Normandie (Frankreich). Es liegt rund elf Kilometer westlich von Lisieux. Die Geschichte des Anwesens ist ab 1836 mit jener des Politikers François Guizot verbunden.

## Geschichte
Das Kloster wurde um 1143 von Philippe de Harcourt, dem Bischof von Bayeux, gegründet und zunächst mit Mönchen aus dem Kloster Mortemer besetzt, die sich aber bald wieder nach Mortemer zurückgezogen haben sollen. Die zweite Besiedelung erfolgte 1150 durch Mönche, die eine Gründung in Vaux-de-Souleuvre bald wieder aufgegeben hatten. Nachdem das Kloster unter den Kriegen des 14. und 15. Jahrhunderts zu leiden hatte, fiel es 1539 in Kommende. In den Hugenottenkriegen wurde es zweimal geplündert. Anschließend wurde es restauriert. Um 1650 wurde die Regel des Klosters im Sinn der strengen Observanz reformiert (vgl. Kloster La Trappe). Dominique Georges verbreitete als Abt die zisterziensische Reform bis zu seinem Tod im Jahr 1693.
Bei Ausbruch der Französischen Revolution, in der das Kloster 1791 sein Ende fand, lebten dort noch sechs Mönche. Kirche, Kreuzgang und Konventsgebäude wurden 1802 abgebrochen. Für die Abbrucharbeiten wurde der Unternehmer Leterrier beigezogen.
Die Anlage wurde im August 1836 vom Politiker und Historiker François Guizot erworben, der sie restaurieren ließ und einen Park anlegte, nachdem er am 11. Juli 1831 ein Kaufinteresse in die Gegend bekundet hatte. Guizot war bereit, 30.000 bis 50.000 Francs für ein Sommerdomizil auszulegen. Sein Wählerstimmenbeschaffer Lefrançois in Orbec suchte darauf nach einem geeigneten Kaufobjekt, das mit Le Val-Richer, das sich noch immer im Besitz von Leterrier befand, gefunden wurde. Guizots Absicht war es, dort Zeit mit seinen erwachsenen Kindern zu verbringen. Der Preis fiel höher aus als beabsichtigt. 85.000 Francs kostete das Anwesen mit einer Fläche von 75 Hektar Weide- und Ackerland und 100 Hektar Wald. Guizots privates Budget war fortan schwer belastet, auch wenn das Anwesen durch seine Bewirtschaftung jährlich 2500 bis 3000 Francs an Einnahmen generierte.

## Bauten
Erhalten ist das unter Dominique Georges errichtete Abtsgebäude aus dem 17. Jahrhundert, ein Bau im Stil der Klassik.